# Goukouni Oueddei
Goukouni Oueddei ou Weddeye, né en 1944, fils d'Oueddei Kihidemi (chef traditionnel des Teddas), est un homme d'État tchadien, chef de l'État entre 1979 et 1982 ; il est renversé en décembre 1981 par Hissène Habré, soutenu par la France et les États-Unis.
Goukouni Oueddei est également le père de Fatimé Goukouni Oueddei qui est l'actuelle ministre des Transports et de la Sécurité routière depuis mai 2021 et le beau-père de l'actuel président Mahamat Idriss Déby.

## Biographie

### Années 1970
Dans les années 1970, il dirige les Forces armées populaires (FAP) (en), mouvement rival des Forces armées du Nord d'Hissène Habré, les deux étant opposés au régime de François Tombalbaye. Les FAP sont soutenues par la Libye de Kadhafi, tandis que les FAN sont soutenues par le Soudan.
Il est l'un des responsables de la détention de plusieurs ressortissants européens, dont l'ethnologue Françoise Claustre entre 1974 et 1977, et de l'exécution de l'émissaire envoyé par le gouvernement français pour négocier leur libération, le commandant Galopin.
Après les accords I et II de Kano (mars et avril 1979) et de Lagos (août 1979), un gouvernement d'union nationale de transition (GUNT) est créé, avec à sa tête Oueddei, qui devient ainsi officiellement chef de l'État, d'abord du 23 mars 1979 au 29 avril 1979, puis à nouveau du 3 septembre 1979 au 7 juin 1982. Goukouni Oueddei est accompagné du général Kamougué, à la vice-présidence, et d'Hissène Habré, au ministère de la Défense.

### Années 1980
En mars 1980, Habré rompt avec le GUNT et s'empare de N'Djaména. Avec l'appui des forces libyennes, Oueddei parvient à le repousser hors de la capitale. En janvier 1981, il annonce à Tripoli la fusion de son pays avec la Libye, suscitant la réprobation internationale, et particulièrement française . En juin 1982, Hissène Habré, désormais soutenu par la France et les États-Unis, qui considèrent dorénavant le conflit tchadien comme enjeu de la guerre froide, renverse Oueddei.
Il anime le GUNT, gouvernement de l'opposition à la dictature d'Hissène Habré, tout au long des années 1980. En 1983, les progrès du GUNT conduisent à l'opération Manta de l'armée française, en soutien à Habré. Trois ans plus tard, une nouvelle offensive conjointe de la Libye et du GUNT suscite une nouvelle réaction de la France, avec l'opération Épervier. En 1987, Oueddei s'exile à Alger. Le 19 août 2009, après 22 ans d'exil, il annonce son retour au Tchad.

### Années 2020
Il publie Combattant, une vie pour le Tchad en 2019 aux éditions Espaces & Signes à Paris, livre qui retrace, en près de 600 pages, l'histoire du Tchad de 1958 à 1991, à travers son parcours personnel : de ses débuts dans la fonction publique tchadienne jusqu'à son exil en Algérie, en passant par l'entrée en rébellion, la lutte du FROLINAT, les rivalités avec Hissène Habré, les rapports houleux avec Kadhafi et avec la France, son arrivée à la tête de l'État, etc.
À la mort d'Idriss Déby en 2021, son fils Mahamat Idriss Déby et d'autres militaires s'emparent du pouvoir par un coup d'État. Ils établissent un Conseil militaire de transition qui met en place un dialogue national. Oueddei préside le comité technique spécial (CTS) chargé de s'assurer de la participation des groupes politico-militaires (principalement l'Union des forces de la résistance et le Front pour l'alternance et la concorde au Tchad). Mais en mars 2022, quelques jours avant un premier « pre-dialogue » entre la junte et les groupes politico-militaires, le CMT remplace Oueddei et l'ensemble du CTS par un autre comité dirigé par le ministre des Affaires étrangères, Chérif Mahamat Zene.
En février 2025, Goukouni Oueddei est élevé à la dignité de grand-croix de l'ordre du Mérite du Togo pour sa « contribution exceptionnelle à l'unité et à la paix en Afrique ».

## Ouvrages
- Combattant. Une vie pour le Tchad, Paris, Éditions espaces&signes, 2019, 584 pages (ISBN 979-10-94176-39-9)